# Labracinus cyclophthalmus
Labracinus cyclophthalmus, thường được gọi là đạm bì đuôi lửa, là một loài cá biển thuộc chi Labracinus trong họ Cá đạm bì. Loài này được mô tả lần đầu tiên vào năm 1849.
Từ cyclophthalmus trong tên của loài này được ghép từ tiếng Hy Lạp kyklos, nghĩa là "vòng tròn" và ophthalmos là "mắt", ám chỉ vòng sẫm màu xung quanh ổ mắt.

## Phân bố và môi trường sống
L. cyclophthalmus được phân bố ở phía tây Thái Bình Dương, có mặt trên khắp quần đảo Mã Lai; phía bắc đến miền nam Nhật Bản; phía nam đến Thềm Tây Bắc nước Úc; phía đông đến New Ireland, Papua New Guinea. Chúng thường sống xung quanh các rạn san hô, bãi đá ngầm cạn, với dòng nước chảy vừa phải, có thể tìm thấy trong các hồ thủy triều, thường ở các khu vực tương đối nhiều bùn, ở độ sâu khoảng 2 – 20 m, nhưng phổ biến ở khoảng 10 – 15 m.

## Mô tả
L. cyclophthalmus trưởng thành dài khoảng 24 cm. L. cyclophthalmus có nhiều biến thể màu khác nhau nhưng đều có mống mắt đều có đỏ tươi. Đầu có các vết đốm (khó nhìn thấy ở các cá thể sẫm màu). Vảy có màu sẫm xếp thành các hàng chấm nằm ở sau đầu. Các vây có viền màu lam sáng. Hai bên thân có các sọc dọc màu nhạt. Đây là một trong những loài cá đạm bì có chiều dài lớn nhất họ.
Số ngạnh ở vây lưng: 2; Số vây tia mềm ở vây lưng: 24 - 26; Số ngạnh ở vây hậu môn: 3; Số vây tia mềm ở vây hậu môn: 14 - 15.
Thức ăn của L. cyclophthalmus là những loài cá nhỏ. Chúng cũng rất thích nghi với điều kiện nuôi nhốt và được đánh bắt để phục vụ cho ngành thương mại cá cảnh.